# Álmok tőre
Az Álmok tőre a tizenegyedik kötete Az Idő Kereke sorozatnak, melyet Robert Jordan amerikai író írt. Ez a sorozat utolsó kötete, amely még az író életében megjelent. 37 fejezetből áll, és rendelkezik mind prológussal, mind epilógussal. A kötet később megjelent e-book formátumban, ennek borítója képezte a magyar kiadás borítójának alapját is, melyet Michael Cormack tervezett, és amelyen Rand al'Thor megmenti Mint Semirhage tűzlabdájától.

## Cselekmény
|  | Alább a cselekmény részletei következnek! |

Számos furcsa jel jelenik meg világszerte. Váratlan trallok támadások, feltámadó halottak, a világ szövetének felhasadásai mind azt jelzik, hogy közeleg az Utolsó Csata, a Tarmon Gai'don.
Galad Damodred megvádolja Eamon Valda fehérköpeny vallatót, hogy megölte Morgase királynőt, ezért párharcban végez vele, majd ő lesz a Fény Gyermekeinek új úrkapitánya.
Perrin és a seanchan csapatok közös erővel leszámolnak a shaido aielekkel, méghozzá úgy, hogy vágottgyökér főzetét juttatják az ivóvizükbe, ami megakadályozza, hogy a bölcseik fókuszálni tudjanak. Perrin táborában megjelenik Tam, Rand apja, aki erősítést hoz a Folyóközből, és aki nem hisz Rand messianisztikus szerepében. Perrint egykori tanítványa, Aram meg akarja ölni, mert úgy hiszi, a furcsa aranyszínű szemei annak a jelei, hogy árnybaráttá vált.
Elayne végre megszerzi Andor trónját, legyőzi Birgitte és bajtársai segítségével az ostromlókat, és még arra is képes, hogy kisöpörje a Fekete Ajah nővéreit Caemlynből. Egwene-t, akit az előző kötetben fogságba ejtettek a Fehér Toronyhoz hű aes sedai-ok, megfosztják minden rangjától és folyamatosan megalázzák, ő viszont belülről kezdi el bomlasztani Elaida uralmát, és az álmok világán keresztül arra kéri követőit, hogy addig se próbálják őt megmenteni. Mat és Tuon összeházasodnak, még mielőtt elérnének Ebou Darba, az újdonsült ara pedig megtudja, hogy polgárháború tört ki a birodalomban, miután az egész királyi családot lemészárolták, így ő lett jog szerint az új törvényes uralkodó, Mat pedig a Hollók Hercege.
Moridin összehívja a Kitaszítottakat, és közli velük, hogy hagyják békén Randet, helyette Perrint és Matet öljék meg. Semirhage elmondja, hogy ő gyilkolta le a seanchanok királyi családját, emiatt a seanchanok körében eluralkodott a káosz.
Mat megtudja Thom Merrilintől, hogy a halottnak hitt Moirane életben van, két furcsa faj, az aelfinnek és az eelfinnek fogságában. Egy tervet dolgoznak ki a megmentésére, melyben segítségükre van, hogy Olver ismer egy régi játékot, a "Kígyók és rókák"-at, ami a megoldás kulcsa lehet. Mat és Noal csatlakoznak Thomhoz a mentőakció során. Közben kénytelen védelmezni feleségét is, ugyanis Tuonra vadásznak a polgárháború miatt lázadó seanchanok. Bár ő maga a házasságukat kötelezettségnek tartja, Mat szívből szereti őt. Egy időre el kell válniuk: míg Mat elindul veszélyes küldetésére, Tuonnak is vissza kell térnie Ebou Darba, hogy leszámoljon az áruló árnybarát Suroth-tal.
Rand rádöbben, hogy nem csaphat össze a Sötét Úrral addig, míg polgárháborúk kötik le az erejét. Ezért elhatározza, hogy békét köt a Kilenc Hold Lányával, de legalábbis fegyverszünetet. Hatalmas csata tör ki százezernyi trallokkal és rengeteg Enyésszel, melynek során Rand felett átveszi az irányítást Lews Therin Telamon lelke, aki iszonyatos saidin energiát akar használni az ellenség legyőzésére. Ez az őrült tett hatalmas áldozatokkal járna, valószínűleg ők is meghalnának, így Rand békét köt Lews Therinnel: megígéri neki, hogy az Utolsó Csatában mind a ketten meghalnak majd, ha cserébe segít neki. A Tuonnal való békekötés is balul sül el: a Tuonként megjelenő nő valójában Semirhage. Sikeresen elfogja őt, de annak az árán, hogy elveszíti bal kezét.
Az epilógus során mind a lázadók, mind a Fehér Torony aes sedai-jai követeket küldenek a Fekete Toronyba, hogy arra kérjék őket, hadd legyenek egyes asha'manok az Őrzőik. Vezetőjük, Mazrim Taim beleegyezik, és sejtelmesen annyit tesz hozzá, hogy "hadd uralkodjék a Káosz Ura" - ezt a kifejezést korábban csak a Kitaszítottak használták.
|  | Itt a vége a cselekmény részletezésének! |

## Magyarul
- Álmok tőre; ford. Körmendi Ágnes; Beholder, Bp., 2006 (Az idő kereke sorozat)